# Phanxicô Xaviê Trương Bửu Diệp
Phanxicô Xaviê Trương Bửu Diệp (1 tháng 1 năm 1897 – 12 tháng 3 năm 1946), thường được gọi là Cha Diệp, là một linh mục Công giáo người Việt Nam. Trong tiến trình tôn phong thánh của Giáo hội Công giáo, ông hiện đang ở bậc Tôi tớ Chúa. Ngày tôn phong danh hiệu Chân phước (Á Thánh) cho ông sẽ được ấn định sau.
Sinh vào đầu năm 1897 tại An Giang, cậu bé Trương Bửu Diệp nhanh chóng theo con đường tu trì vào năm 1909, khi cậu được 12 tuổi. Trải qua nhiều năm sinh sống và tu học tại Campuchia, chủng sinh Diệp được truyền chức linh mục vào năm 1924. Thời kỳ linh mục, linh mục Diệp đảm nhận lần lượt các vai trò linh mục phó Hố Trư, Giáo sư Tiểu chủng viện Cù Lao Giêng và chính xứ Tắc Sậy. Ông cũng là người thiết lập các họ đạo nhỏ lẻ khác trong vùng.
Trong hoàn cảnh chiến sự khốc liệt và hỗn loạn, tháng 3 năm 1946, linh mục Trương Bửu Diệp bị sát hại khi đứng ra bảo vệ mạng sống cho các giáo dân bị bắt cùng mình. Hung thủ thực sự chủ sự việc sát hại linh mục Diệp vẫn chưa rõ ràng. Sau khi ông qua đời, thi thể được đưa về họ đạo Khúc Tréo, sau này đưa về họ đạo Tắc Sậy cho đến ngày nay. Nhiều người Công giáo và không thuộc Công giáo cho rằng họ đã nhận được nhiều ơn ích khi cầu nguyện cùng cố linh mục Diệp. Vào ngày qua đời của ông hằng năm, lễ kỷ niệm được tổ chức trọng thể với sự tham gia của giáo dân và cả người dân ngoài Công giáo.
Trong tiến trình tôn phong danh hiệu "Thánh" của Giáo hội Công giáo Rôma, linh mục Trương Bửu Diệp được tôn phong danh hiệu Tôi tớ Chúa vào năm 2012, trong khi ngày phong danh hiệu Chân phước đang chờ ấn định.

## Tiểu sử

### Thân thế

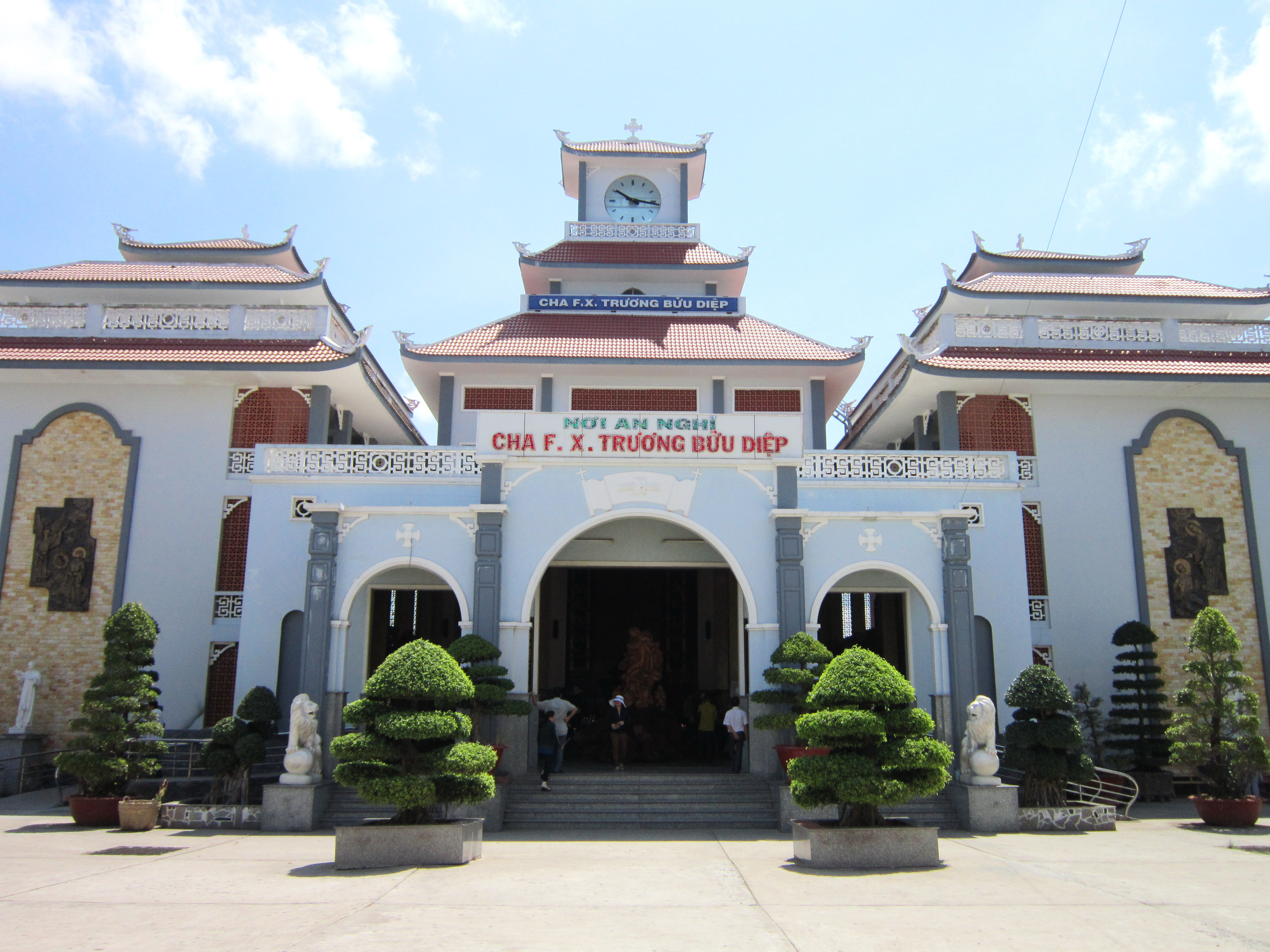
Nhà an nghỉ của Linh mục Trương Bửu Diệp hiện nay

Linh mục Trương Bửu Diệp sinh ngày 1 tháng 1 năm 1897 tại căn nhà rất gần nhà thờ Cồn Phước (nay thuộc Giáo phận Long Xuyên). Khu vực này lúc đó là Tân Đức, tỉnh An Giang, trong khi địa giới tôn giáo thuộc về Hạt Đại diện Tông tòa Phnôm Pênh. Nhà thờ Cồn Phước ngày nay thuộc ấp Mỹ Lợi, xã Mỹ Luông, Chợ Mới, tỉnh An Giang. Thân phụ là ông Micae Trương Văn Đặng (1860–1935) và thân mẫu là bà Lucia Lê Thị Thanh. Cậu bé Diệp được nhận Bí tích Rửa Tội sau đó vào ngày 2 tháng 2. Tại Cồn Phước, linh mục Diệp được gọi bằng ông Hai.
Năm 1904, khi cậu Diệp bảy tuổi thì thân mẫu qua đời, nên thân phụ đưa con mình đến Battambang (Campuchia) sinh sống bằng nghề thợ mộc. Thân phụ ông sau đó cũng đã tục huyền vào năm 1905 với bà Maria Nguyễn Thị Phước (sinh năm 1890, người giáo họ Mỹ Luông, An Giang). Tính đến thời điểm năm 2018, chỉ còn hai gia đình là họ hàng linh mục Diệp sinh sống tại Cồn Phước, mộ phần ông Đặng nằm tại nghĩa trang Giáo xứ Cồn Phước, trong khi hai người vợ của ông vẫn không rõ tung tích mộ phần.
Linh mục Trương Bửu Diệp là bác họ của Hồng y Gioan Baotixita Phạm Minh Mẫn, được Hồng y Mẫn gọi là Bác Hai.

### Tu học và thời kỳ linh mục
Năm 1909, cậu bé Trương Bửu Diệp vào học đạo tại Tiểu chủng viện Cù lao Giêng bởi linh mục Phêrô Lê Huỳnh Tiền. Sau đó, thầy Diệp tiếp tục học tại Đại chủng viện Nam Vang (Campuchia). Trương Bửu Diệp sau đó được thụ phong chức linh mục ngày 20 tháng 9 năm 1924 tại Nam Vang do Giám mục Valentin Herrgott phong chức. Thánh lễ mở tay đã được cử hành tại nhà cô ruột tân linh mục tại họ đạo quê nhà Cồn Phước.
Sau khi thụ phong chức linh mục, tân linh mục Trương Bửu Diệp được bổ nhiệm làm linh mục phó của giáo xứ Hố Trư, một họ đạo của giáo dân gốc Việt tại Kandal, Campuchia. Ông đã giữ chức này trong vòng ba năm đầu đời linh mục của mình. Hai năm sau đó (từ năm 1927), linh mục Diệp đảm nhận vai trò Giáo sư Tiểu Chủng viện Cù Lao Giêng. Tháng 3 năm 1930, ông về nhận nhiệm sở tại giáo xứ Tắc Sậy. Linh mục Diệp trở thành linh mục thứ hai quản lý họ đạo sau linh mục tiên khởi Phaolô Trần Minh Kính, cũng như từ khi thiết lập nhà thờ vào năm 1925. Trong những năm làm nhiệm vụ tại đây, ông đã liên hệ, giúp đỡ để thành lập thêm nhiều giáo xứ lân cận như: Bà Đốc, Cam Bô, An Hải, Đầu Sấu, Chủ Chí, Khúc Tréo, Đồng Gò, Rạch Rắn. Linh mục Diệp cũng đã cử hành Bí tích Rửa Tội cho gần 2.000 người. Linh mục Diệp được ghi nhớ về những bài giảng êm đềm cũng như các bài giảng hùng hồn, tấm lòng quan tâm đến người nghèo và khách lỡ đường, không phân biệt tôn giáo. Ông cũng đã cho chuyển vị trí nhà thờ từ bên trong ra ngoài mặt tiền, cũng như được ghi nhận có công lớn trong việc phát triển nhà thờ Tắc Sậy. Ông thi thoảng vẫn mời cơm những người không theo Công giáo trong khu vực, cũng như cho phép sử dụng đất trong nghĩa trang giáo xứ để chôn cất những người không theo Công giáo.
Năm 1945–1946, Nhật và Pháp chiến đấu chống lại nhau và tình hình chiến sự khiến nhiều giáo dân phải di tản. Linh mục bề trên là Trần Minh Ký ở Bạc Liêu kêu gọi Linh mục Trương Bửu Diệp tạm lánh và trở lại khu vực trở nên ổn định, nhưng ông từ chối và khẳng định mong muốn cùng sống và chết với giáo dân của mình. Thời kỳ tại Bạc Liêu, linh mục Diệp đã thiết lập sáu cộng đoàn Công giáo mới, cũng như tham gia vào việc chăm sóc ơn gọi tu trì Công giáo.

### Bị bắt và bị giết hại
Đến nay, thông tin về vụ bắt và giết linh mục Trương Bửu Diệp là không thống nhất. Trang mạng của Hội đồng Giám mục Việt Nam cho rằng vào ngày 12 tháng 3 năm 1946, Linh mục Trương Bửu Diệp bị quân lính Nhật bắt cùng với trên 70 giáo dân tại giáo xứ Tắc Sậy, bị lùa đi và nhốt chung với các giáo dân khác tại lẫm lúa của ông giáo Sự ở Cây Gừa. Cũng theo những lời kể ủng hộ quan điểm này thì họ chất rơm chung quanh tính đốt tất cả, nhưng Linh mục Diệp đứng ra tranh đấu cho dân, đồng thời an ủi những người cùng bị giam giữ. Ông đã cố gắng để cứu giáo dân của mình và bị sát hại. Cụ thể, trong lần đến làm việc lần thứ ba, linh mục Diệp không trở về nơi giam giữ. Theo Đình Quý viết trên trang báo Công giáo và Dân tộc, con số giáo dân bị bắt cùng là trên 100 người, và sau khi linh mục Diệp qua đời, họ đã được trả tự do và tiến hành tản cư ngay trong đêm. Theo bảng tóm tắt tiểu sử Trương Bửu Diệp hiện dựng tại nhà an nghỉ thì ông bị bắt và thủ tiêu "vì sự tranh chấp giữa các phe phái" nhưng không nêu rõ các phe phái nào.
Hiện tại có các luồng ý kiến cho rằng: hoặc quân Việt Minh, hoặc hai người lính Nhật, sau khi phát xít Nhật đầu hàng đầu quân cho quân Cao Đài hoặc do chính quân Nhật. Bản tiểu sử do linh mục Lê Ngọc Tỏ biên soạn, công bố trên trang tin Công giáo VietCatholic News lưu ý chi tiết linh mục Trương Bửu Diệp bị sát hại do tranh chấp "giữa các giáo phái". Bản tiểu sử chính thức trên trang Trương Bửu Diệp Foundation không ghi nhận phe phái đã sát hại linh mục Diệp.
Thi thể cố linh mục Trương Bửu Diệp được tìm thấy trong tình trạng lõa thể tại ao của ông giáo Sự. Một vết chém sau gáy ở vị trí ngang với mang tai được phát hiện. Theo linh mục Nguyễn Văn Thư qua lời kể của nhân chứng Ngô Minh Quang, cố linh mục Diệp bị chém hai nhát ở vùng đầu: một ở phía trên sọ và một phía sau gáy, nhưng đầu của ông không đứt lìa khỏi thân xác. Việc tìm thấy thi thể được do rằng do chính cố linh mục "báo mộng", cũng như thân xác trong tư thế chắp tay cùng vẻ mặt bình thản. Thi thể sau đó được các chức sắc đưa về chôn cất tạm tại họ đạo Khúc Tréo, vì hộ gia đình ông Sự thuộc về họ đạo này, cũng như giữ bí mật tốt hơn việc đưa về họ đạo Tắc Sậy.

## Tưởng nhớ

### Mộ phần, trung tâm Hành hương và lễ giỗ
Sau khi qua đời, thi hài linh mục Trương Bửu Diệp được vớt lên từ ao và chôn cất tại phòng thánh nhà thờ Khúc Tréo. Năm 1969, hài cốt linh mục Diệp được cải táng về trong khuôn viên nhà thờ Tắc Sậy. Ngày 4 tháng 3 năm 2010, hài cốt của ông lại được cải táng vào phần một mới xây cất (cũng tại Nhà thờ Tắc Sậy). Hàng năm, nhất là ngày 11 và 12 tháng 3 dương lịch, đông đảo người dân từ nhiều nơi đến hành hương và tham quan Thánh đường Tắc Sậy và phần mộ của linh mục Trương Bửu Diệp. Nhà thờ Tắc Sậy nằm trên địa bàn của xã Tân Phong, thị xã Giá Rai, tỉnh Bạc Liêu. Nhiều người cho rằng họ nhận được ơn lành khi cầu nguyện cùng linh mục Diệp. Nhà thờ Tắc Sậy còn được gọi là Nhà thờ Cha Diệp, và cùng là nhà thờ Công giáo và điểm hành hương nổi tiếng nhất ở miền Tây Việt Nam. Nhà thờ cũng đã được hỗ trợ bởi các đóng góp đến từ trong và ngoài nước.

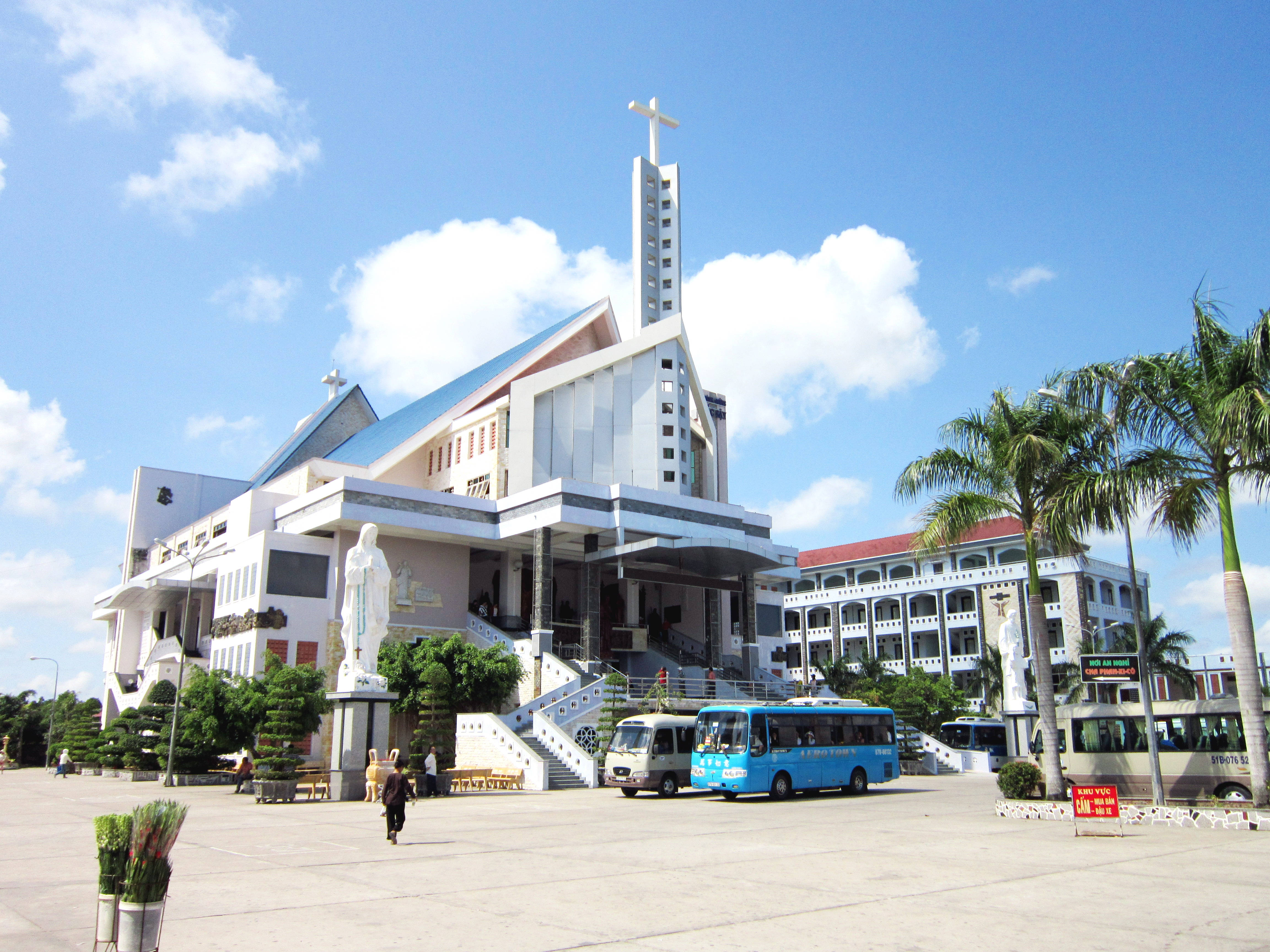
Thánh đường Tắc Sậy

Theo Đình Quý đăng trên báo Công giáo và Dân tộc, lễ giỗ linh mục Trương Bửu Diệp lần đầu được tổ chức vào năm 1982, với chỉ vài chục giáo dân tham dự. Theo trang tin Hội đồng Giám mục Việt Nam, linh mục Antôn Vũ Xuân Vinh đã tổ chức lễ giỗ đầu tiên cho cố linh mục Diệp vào năm 1979 với con số tham dự vào khoảng 30 người.
Tháng 1 năm 1997, giám mục giáo phận Cần Thơ Emmanuel Lê Phong Thuận cho thành lập Trung tâm Truyền giáo Phanxicô tại Tắc Sậy. Nhà thờ có từ lâu đời, nhưng trước đây chỉ là một ngôi thờ bán kiên cố, nhỏ hẹp và lợp tôn. Để nhà thờ và phần mộ linh mục Phanxicô Xaviê Trương Bửu Diệp được an nghỉ trong khuôn viên tôn nghiêm và khang trang hơn, ngày 24 tháng 2 năm 2004, lễ đặt viên đá đầu tiên xây dựng ngôi nhà thờ mới đã được tổ chức. Về sau, nhờ giáo dân và khách thập phương ủng hộ, nay khu nhà thờ mới (nay có tên là Thánh đường Tắc Sậy) đã cơ bản hoàn thành trên diện tích rộng hàng ngàn mét vuông.
Trung tâm hành hương Cha F.X Trương Bửu Diệp là một cơ sở xây dựng sau nhà thờ Tắc Sậy và là nơi lưu trữ các tư liệu về cố linh mục, trong đó tầng trệt tòa nhà này mở cửa cho khách tham quan.  Trung tâm này cao năm tầng và phục vụ miễn phí cho khách hành hương có nhu cầu lưu trú tạm, với sức chứa 600 người. Một đài tưởng niệm cố linh mục Trương Bửu Diệp đã được xây dựng trong khuôn viên giáo xứ Cồn Phước, giáo phận Long Xuyên, nơi ông sinh ra. Không riêng người Công giáo, nhiều người không theo Công giáo cũng biết đến cố Linh mục Diệp. Trong bài đăng vào tháng 3 năm 2023, Giám mục Phêrô Nguyễn Văn Khảm kêu gọi giáo dân nhìn nhận linh mục Diệp chỉ là máng [nước] thông ơn Chúa, đồng thời khẳng định Chúng ta theo Đạo Chúa chứ không phải đạo cha Diệp.
Hình ảnh của cố linh mục Diệp được trưng bày tại nhiều cửa hàng của người Công giáo, trong khi trên báo chí Việt ngữ hải ngoại có nhiều tin rao tạ ơn linh mục Trương Bửu Diệp. Ngoài ra, hình ảnh của ông cũng được trưng bày tại nơi thờ và bàn thờ gia tiên, trên phương tiện di chuyển, cũng như tại các khu chợ.

### Niềm tin với cố linh mục
Linh mục Trương Bửu Diệp được cho là linh thiêng và ban ơn lành cho mọi người đến cầu nguyện, không phân biệt tôn giáo. Các giáo dân đến viếng thăm mộ phần, nhờ cố linh mục chuyển cầu [đến Chúa] và nhận được nhiều "phép lạ", theo Vatican News. Giám mục Gioan Baotixita Bùi Tuần cho rằng số lượng người đến [hành hương] với Linh mục Diệp, đa phần là người không theo Công giáo. Theo trang tin Hội đồng Giám mục, hàng trăm, hàng ngàn người dân Công giáo và không Công giáo trong và ngoài nước nhận được nhiều ơn lành, do đó quanh năm họ đến cầu khấn với cố linh mục cũng như hành hương đến giáo xứ Tắc Sậy, nơi mọi người thường gọi là nơi "du lịch tâm linh". Theo linh mục Trần Thế Tuyên, cùng với đền Bà Thanh Hải, trung tâm hành hương được chính quyền tỉnh Cà Mau xếp vào nhóm khu du lịch tâm linh. Linh mục Nguyễn Văn Thư, trong bài viết về linh mục Diệp nhận định số người dân ngoài Công giáo được ơn lành qua việc linh mục Diệp cầu cùng Chúa vượt số ơn lành người Công giáo nhận được. Linh mục Diệp cũng được tin là đã hiện ra một số lần, ví dụ vụ việc cho thuốc bà cụ tại Lâm Đồng năm 1977, việc trao tiền cho chủ công trình xây dựng mộ phần.

### Tiến trình tuyên Thánh
Từ năm 2012, cuộc điều tra phong thánh cấp giáo phận cho Linh mục Trương Bửu Diệp bắt đầu được tiến hành. Ngày 31 tháng 10 năm 2014, Bộ Giáo lý Đức tin ra tuyên bố nihil obstat (không có gì ngăn trở) chấp thuận việc tiến hành hồ sơ tuyên thánh cho ông. Chính trong năm này, Linh mục Trương Bửu Diệp được công nhận là Tôi tớ Chúa, theo linh mục Giuse Nguyễn Văn Thư, trong khi nguồn tin từ linh mục Phaolô Nguyễn Văn Tùng đăng trên website Simon Hòa Đà Lạt (lúc này là trang tin chính thức của Giáo phận Đà Lạt) đã ghi nhận tước hiệu này cho linh mục Diệp trong một bài đăng vào năm 2013.
Cuối tháng 4 năm 2017, Giám mục Cần Thơ Stêphanô Tri Bửu Thiên công bố việc điều tra cấp giáo phận đã hoàn tất và gửi toàn bộ kết quả đến Bộ Tuyên thánh ở Rôma. Ngày 30 tháng 5, Bộ này đã chính thức nhận được hồ sơ. Trong năm 2017, Bộ này lần lượt phê chuẩn Cáo thỉnh viên [cho án phong] tại Rôma và thẩm tra nội dung cuộc điều tra tại Cần Thơ. Ngày 25 tháng 1 năm 2019, Bộ Tuyên thánh kết luận cuộc điều tra có giá trị để khởi sự án phong Chân phước cho Linh mục Trương Bửu Diệp.
Ngày 25 tháng 11 năm 2024, thông tin từ Văn phòng báo chí Tòa Thánh cho biết Giáo hoàng Phanxicô đã ban lệnh công nhận sự tử đạo của linh mục Phanxicô Xaviê Trương Bửu Diệp. Điều này tạo điều kiện cho linh mục Diệp được tiến thêm một bước đến bậc Chân phước và Hiển Thánh, trước khi cần thêm một "phép lạ" để được công nhận là Thánh tử đạo Việt Nam. Việc chứng nhận này dẫn đến việc tôn phong Chân phước cho cố linh mục, trong khi ngày chính xác của buổi lễ này chưa được ấn định.

## Ảnh

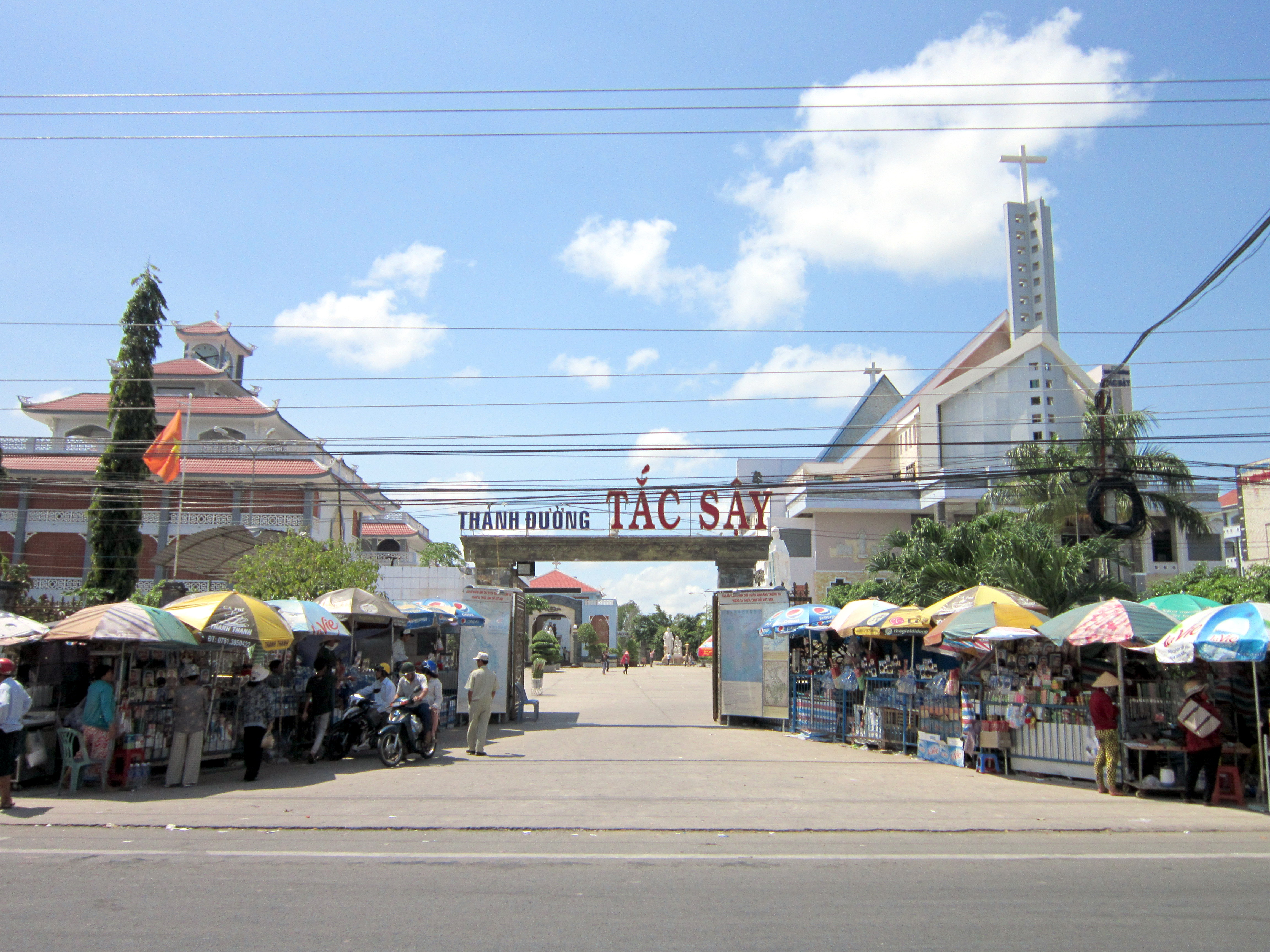
Cổng vào Thánh đường Tắc Sậy.
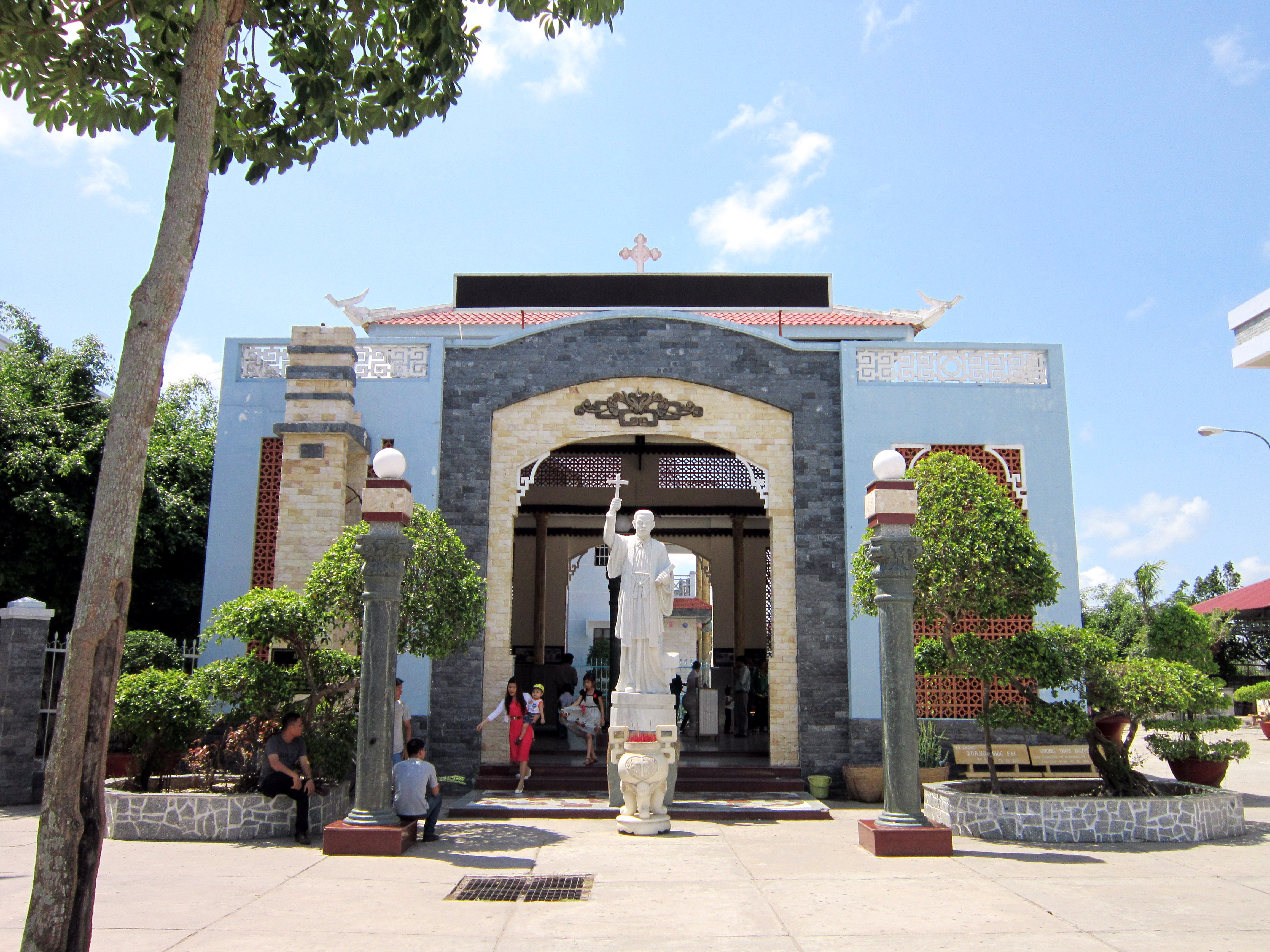
Tượng Linh mục Trương Bửu Diệp đặt phía trước nhà an nghỉ cũ của ông.
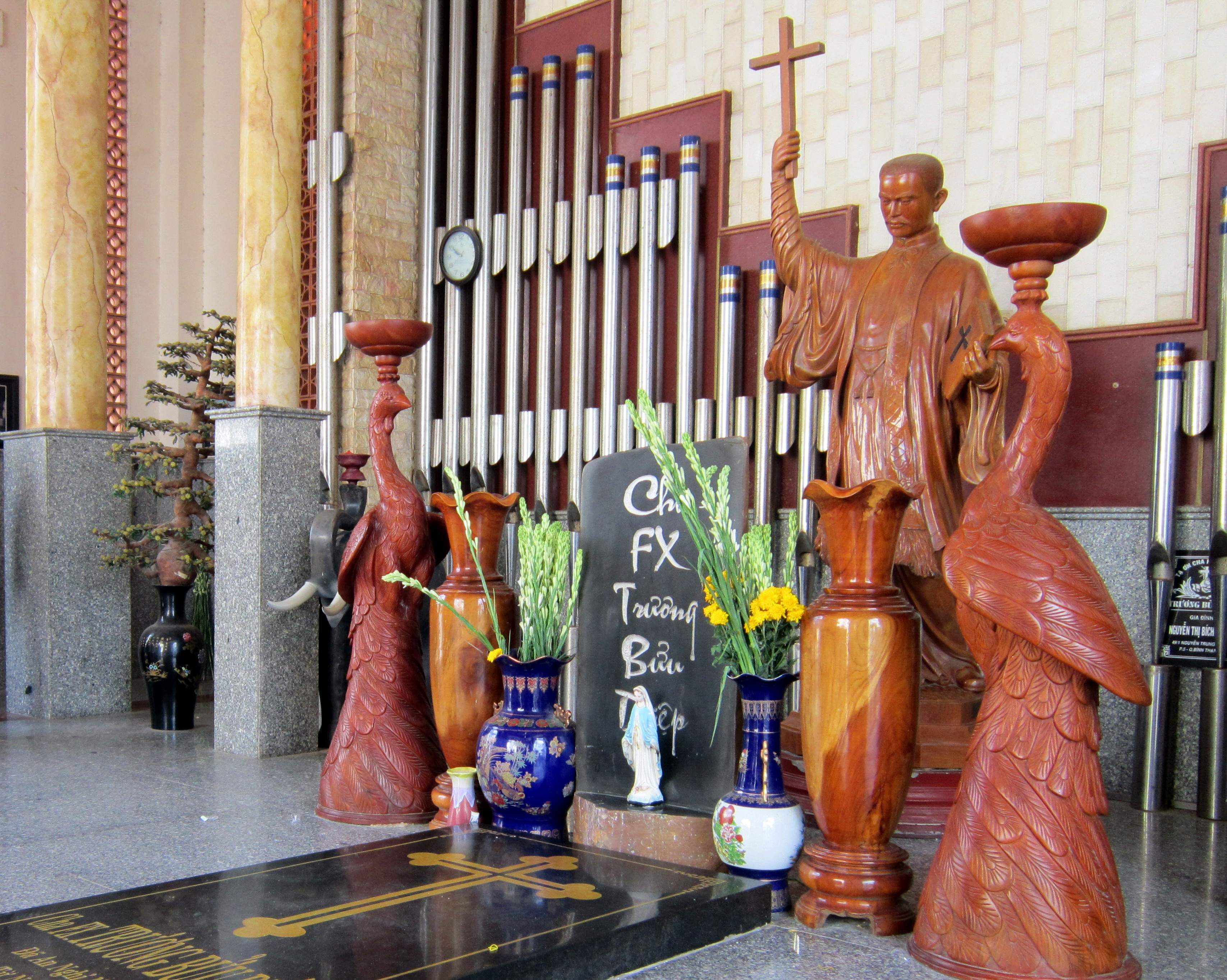
Tượng Linh mục Trương Bửu Diệp tại phần mộ cũ của ông.
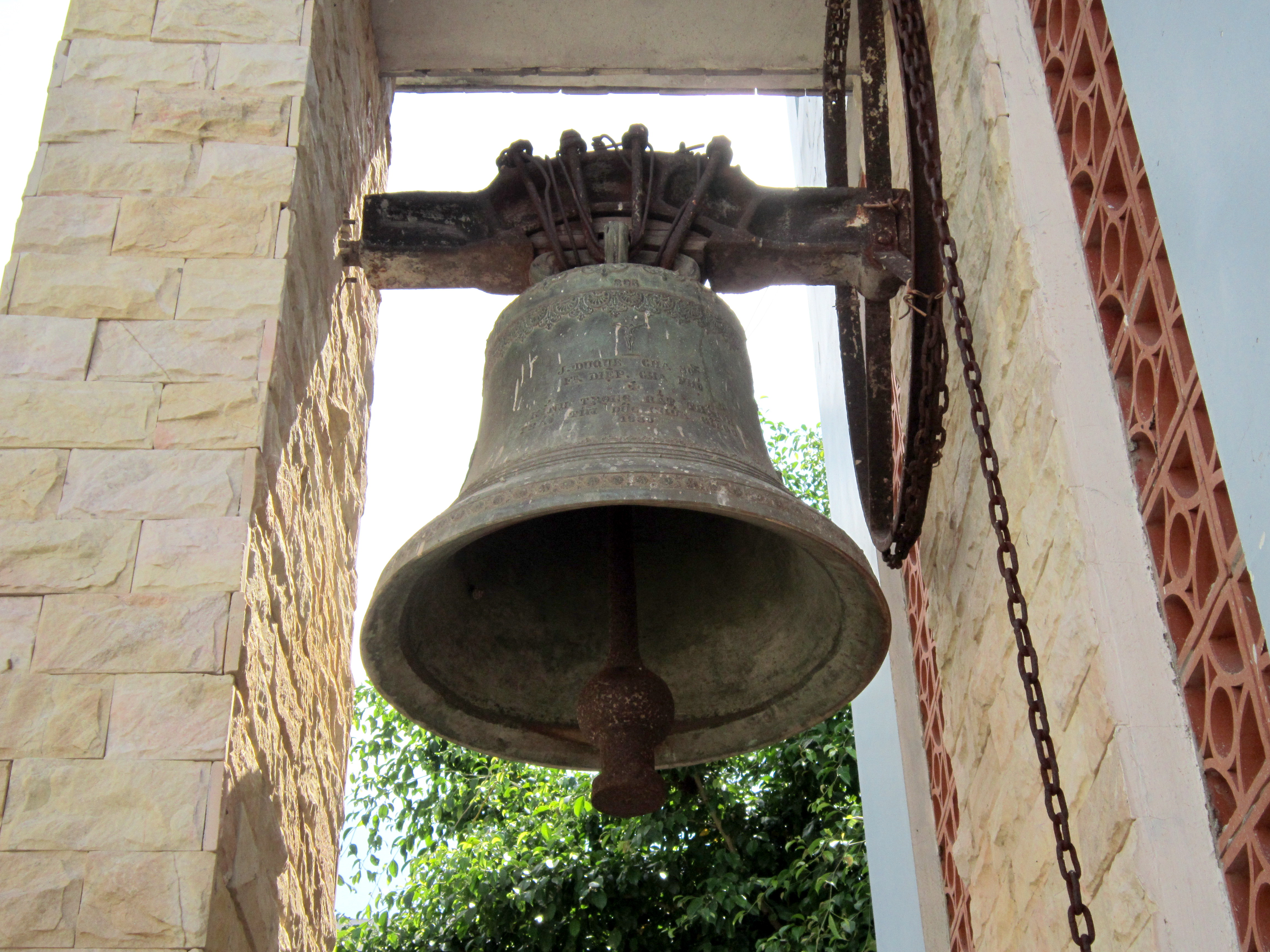
Quả chuông do Linh mục Trương Bửu Diệp đặt làm năm 1930, có đúc kèm tên ông trên thân chuông.